# Norrie, Colorado
Norrie är en ort i Pitkin County i delstaten Colorado. Vid 2010 års folkräkning hade Norrie 7 invånare.